# 肯瓦烏克羅山
10°46′03″S 76°42′17″W / 10.76750°S 76.70472°W
肯瓦烏克羅山（Kinwa Ukru），是秘魯的山峰，位於該國中南部利馬大區，由奧永省的奧永區負責管轄，屬於安地斯山脈的一部分，海拔高度5,006米。